# Provincia Béchar
Provincia Béchar (în arabă ولاية بشار‎) este o unitate administrativă de gradul I (wilaya) a Algeriei. Reședința sa este orașul Béchar.